# Gillis Ognies
Gillis Ognies, död 1651, var en flamländsk man som avrättades för häxeri.
Han var bosatt i Kruishoutem. 
Han dömdes som skyldig till att ha förtrollat människor och djur, och för att ha flugit till häxsabbaten för att dyrka Satan med andra häxor, trollkarlar och smådjävlar. 
Han avrättades genom att strypas och brännas på bål. 